# Landgoed Bredius

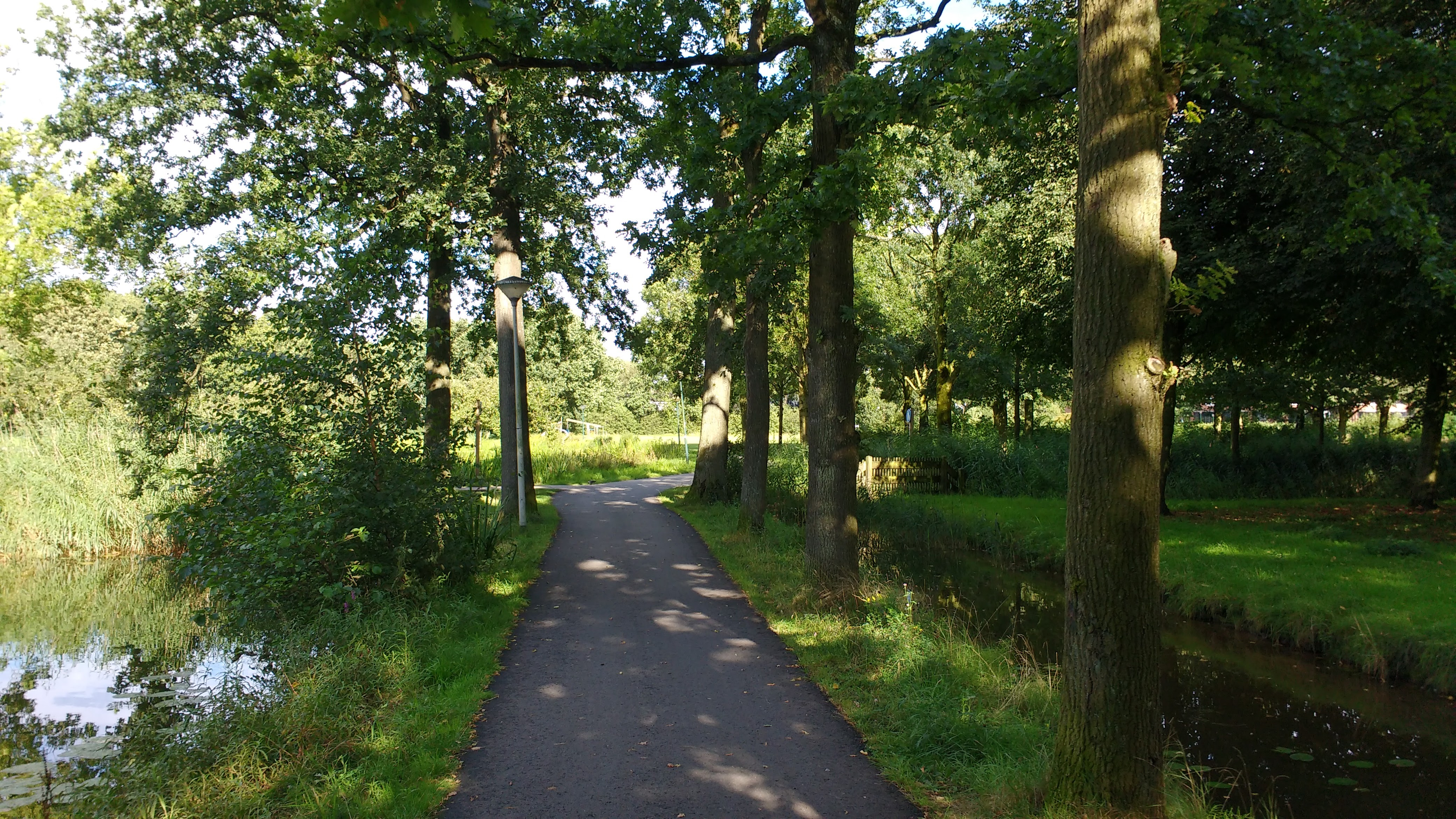
Brediuspark in 2016

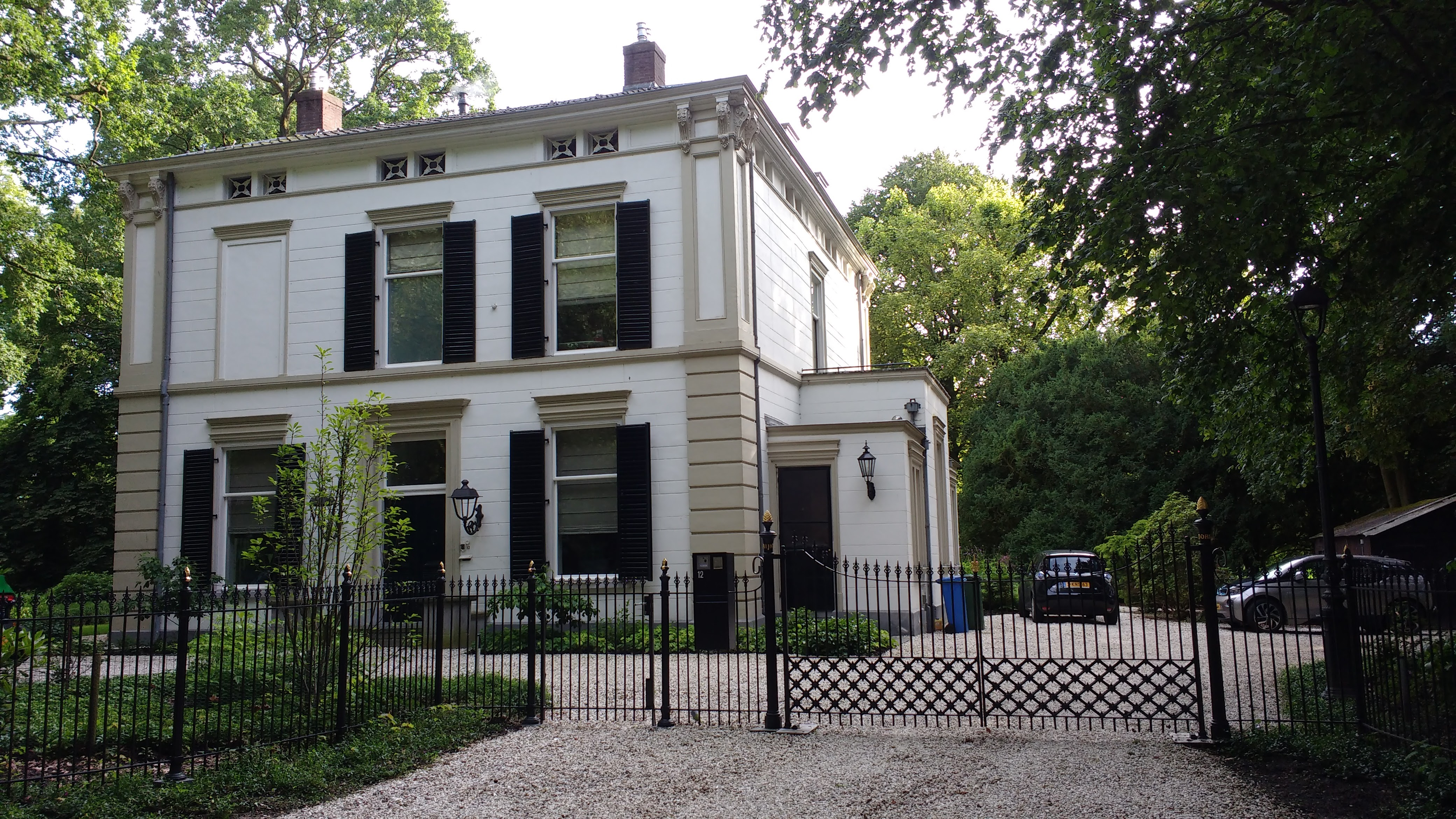
Villa Rijnoord

Landgoed Bredius, ook wel Brediuspark, is een park in de stad Woerden. Het park bestaat uit een aantal wandel- en fietspaden, met waterpartijen en grasland waar fruitbomen op groeien. Het park ligt aan de noordzijde van de stad, tussen het centrum, de Oudelandseweg en het Schilderkwartier.

## Geschiedenis
Oorspronkelijk werd het landgoed Batestein genoemd, en werd er landbouw en veeteelt bedreven. Hiertoe is in 1852 een boerderij, Hofstede Batenstein, op het landgoed gebouwd, door de zoon van de voormalige burgemeester van Woerden, Cornelis Jan Bredius, die het in 1826 van zijn vader Jacobus Bredius had geërfd. Tot 1947 bleef het boerenbedrijf in handen van deze familie. In die tijd had de gemeente Woerden plannen voor het gebied en werd het onteigend. Dit gebeurde pas in 1970, waarna het park de inrichting kreeg die het anno 2020 nog steeds heeft.
De gemeente Woerden had allereerst plannen om bungalows op het terrein te bouwen, maar hier kwam van binnen en buiten de gemeente protest tegen. In maart 1973 ontving de gemeente 1800 handtekeningen van de 5600 huishoudens die Woerden toen telde. Toen was er sprake van minstens twee bungalows, waarvan er een mogelijk ambtswoning van de burgemeester kon zijn.
De boerderij is in 1977 een rijksmonument geworden, maar brandde in 2008 goeddeels af. In de onder supervisie van Stichting Hofstede Batestein gerestaureerde boerderij is vanaf mei 2022 het Parkcafé Bredius gevestigd. De bijbehorende schuur, met de naam Brediusschuur, is als educatief centrum in gebruik voor natuur- en milieueducatie, hier worden per jaar enkele exposities rond een natuurthema gehouden.
Bij de ingang van het landgoed, aan de Oudelandseweg, ligt villa Rijnoord, gebouwd in 1863. Cornelis Jan Bredius woonde er tot zijn overlijden. De villa werd tot 1883 bewoond door de familie Bredius.